# Triforium

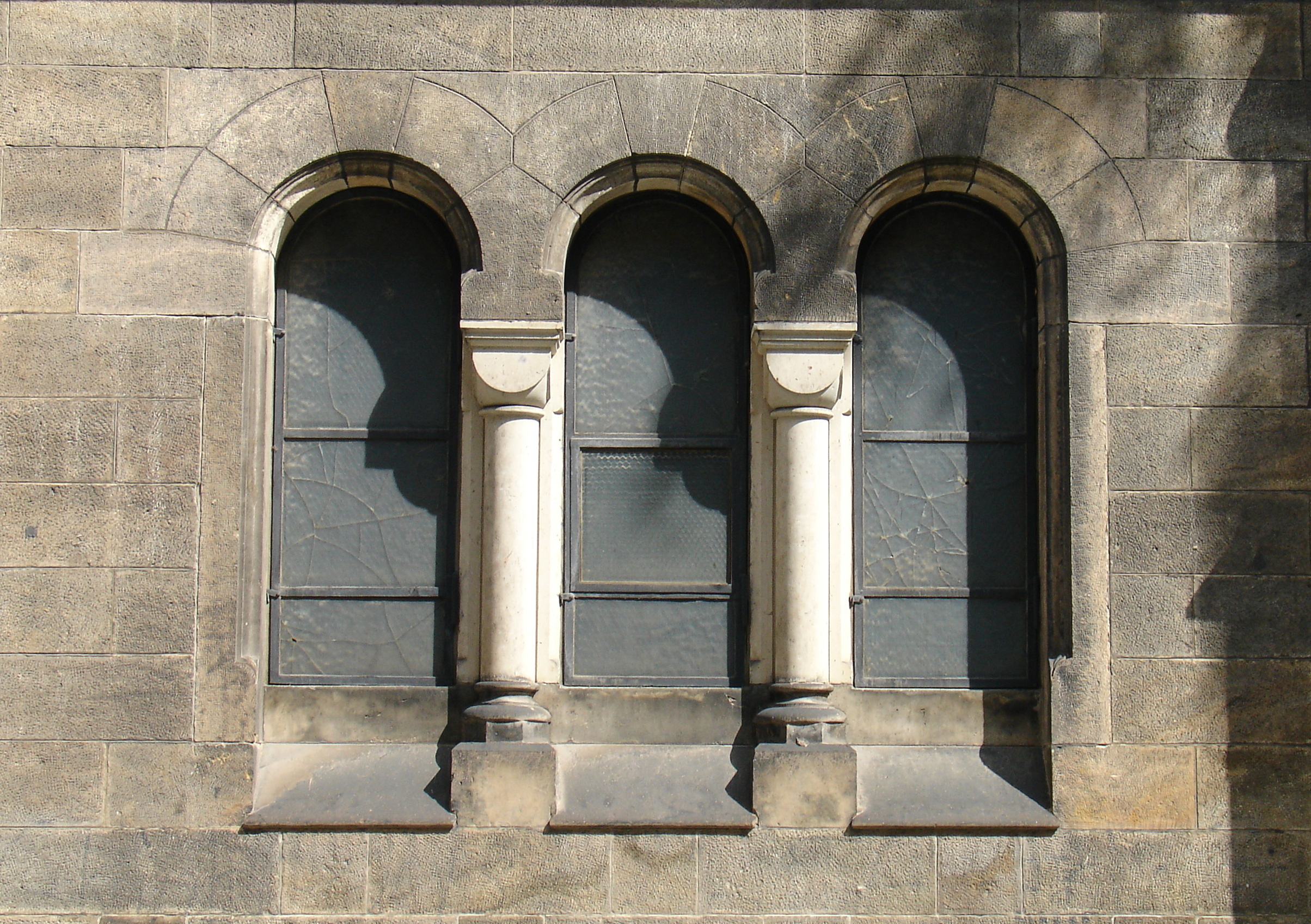
Triforium

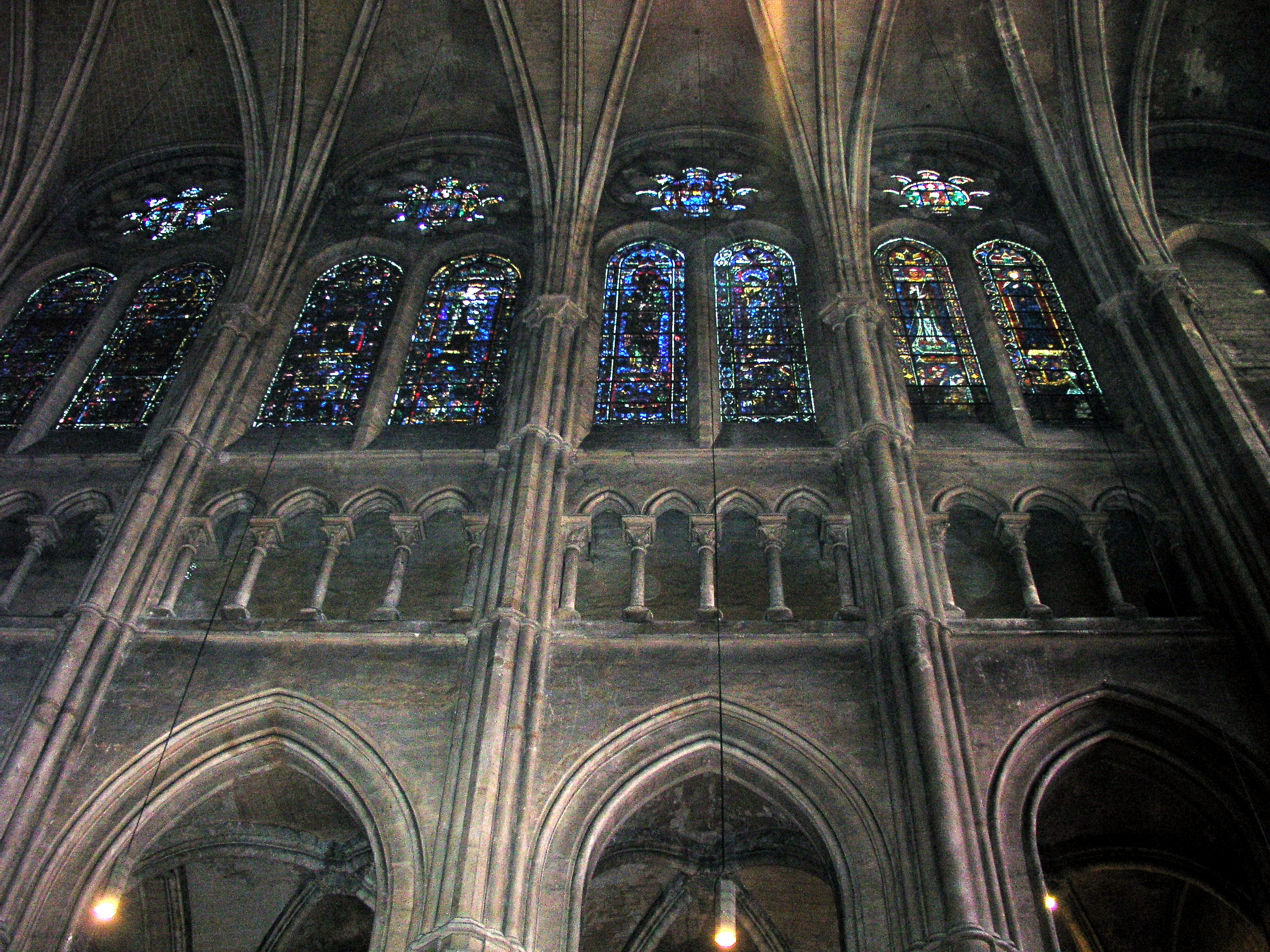
Triforium w katedrze w Chartres

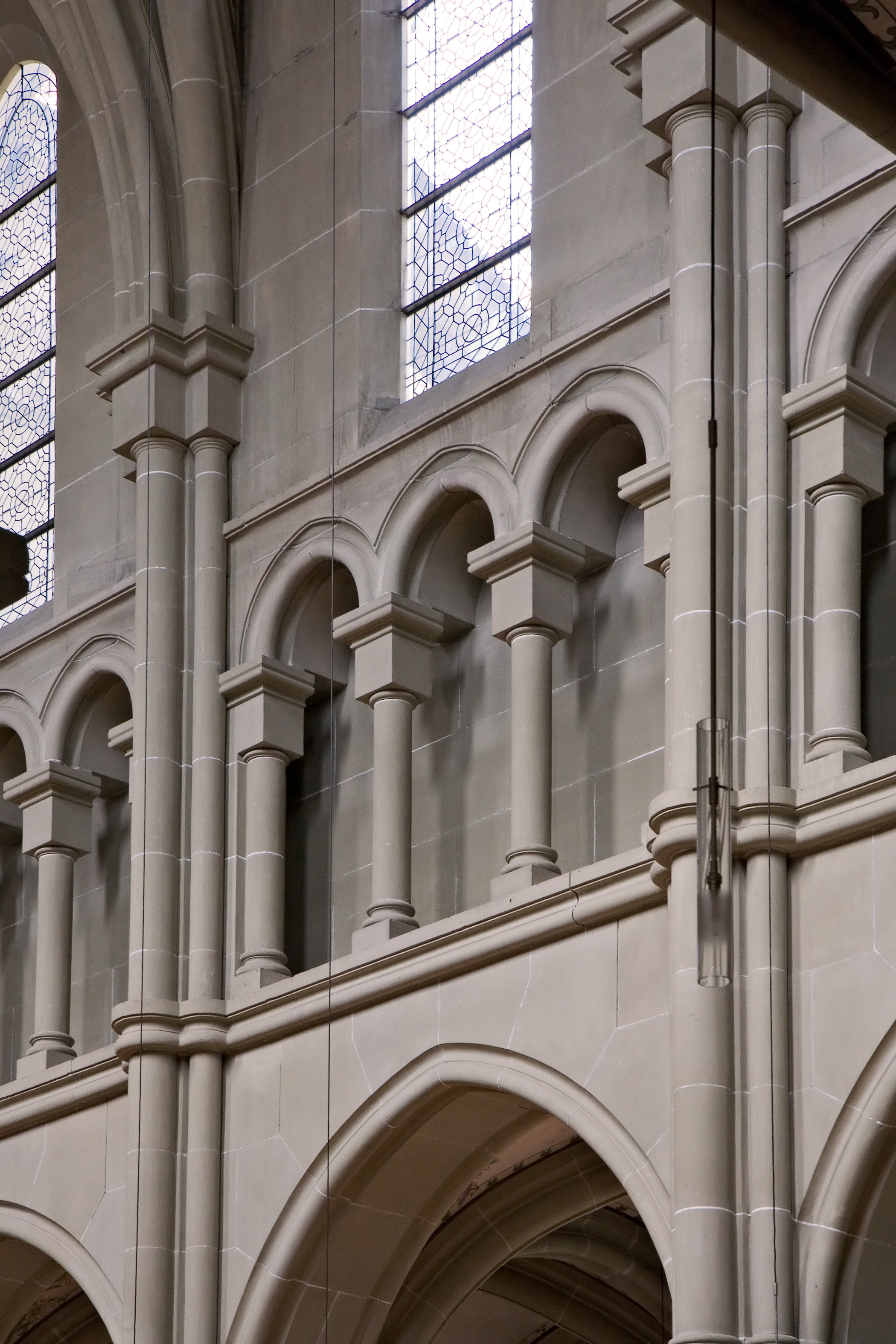
Ślepe triforium w kościele św. Piotra i Pawła w Bernie

Triforium, tryforium (z łac. tri– mający trzy części i fores – drzwi, brama)
1. Podzielone na trzy części okno lub przeźrocze.
2. W romańskiej i gotyckiej architekturze sakralnej galeryjka mieszcząca się wewnątrz kościoła, w grubości muru (w przeciwieństwie do empory). Korytarzyk ten biegnie między strefą okien (clerestorium) i strefą arkad, w nawie głównej, prezbiterium i transepcie. Otwarty jest do wnętrza przegrodą z trójdzielnych arkadek. Rząd arkadek bywał także pozbawiony galeryjki i prześwietlony oknami w murze zewnętrznym. Pozbawiony zarówno galeryjki, jak i okien, tworzy tzw. ślepe triforium.